# فندخت
فندخت روستایی در بخش شاسکوه، شهرستان زیرکوه در استان خراسان جنوبی است. بر پایه سال ۱۳۹۰ جمعیت این روستا ۱۸۹۴ نفر (در ۶۳۵ خانوار) بوده است..اکنون جمعیت این روستا در سال ۱۳۹۸؛ ۲۵۷۸ نفر (در۸۴۰خانوار) می‌باشد. این روستا یکی از بزرگترین روستاهای شهرستان زیرکوه می‌باشد. در این روستا پنج مسجد وجود دارد که نام مسجد جامع آن خاتم الانبیاء است. عمده اشتغال اهالی روستا کشاورزی (زعفران و انواع میوه) و دامداری است. روستای فندخت از نظر قدمت روستایی بسیار قدیمی تر از روستاهای اطراف است. قدمت این روستا به زمان زرتشتیان بازمی‌گردد. 

## وجه تسمیه
وجود دو آتشکده در روستا که یکی نام اُستا (اوستا کتاب مقدس زرتشتیان) را به خود گرفته است نشان از قدمت بالای روستا دارد.  در همسایگی فندخت روستای بیدخت واقع شده که تغییرشکل یافته «بغدخت: دختر خدا» است(با بیدخت گناباد اشتباه نشود).و به نظر می رسد همان قاعده نام‌گذاری بیدخت در نام فندخت نیز مراعات شده بدین ترتیب که ایرانیان به عنوان دعا و آرزوی فتح ناپذیری آبادی‌هایشان نام دختر بر آن می‌نهاده‌اند تا همچنان که دختر هنوز دور از دسترس است آبادی آنها نیز فراتر از دستیابی بیگانگان قلمداد شود. این وجه تسمیه در نام‌هایی چون «پلدختر»،«چلدختر»و... قابل ردیابی است.
نکته جالب دیگر که این ظن را تقویت می کند نام روستاهای دیگر این منطقه است: اسفاد: اسب پاد(محل نگهداری اسب)
،استند(آماده و برپا که قابل مقایسه با stand که به معنی ایستادن،موضع و ایستگاه است). این نام‌ها یادآور وجهه نظامی و دفاعی این آبادی هاست.

## پایگاه‌های گردشگری
از جمله مکان های مناسب این روستا برای تفریح گردشگران عبارتند از:
- قنات روستا که در دامنه شاسکوه واقع شده و در تمام فصول منظره‌ای زیبا دارد.
- استخری عمومی در نزدیکی قنات که در لهجه محلی سِقاوه یا سِقابه خوانده می‌شود.
- کویر روستا در فصل بهار طبیعتی بسیار زیبا دارد و در گذشته محل قشلاق بوده‌است که ازجمله مناطق دیدنی آن می توان به دق لپّو اشاره کرد.
- دره‌ای معروف به دره‌ی روباه که دارای پوشش گیاهی درخت بنه و بادام مشکی می‌باشد.
- کِشمو (محل کشت) و باغِستو (باغستان)
- کوه شاسکوه و....